# Serieåret 1908

## Händelser

### Juni

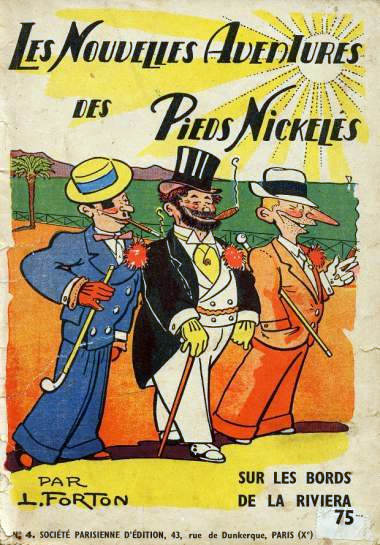
Pieds Nickeles 3.

- 4 - den franska serien Les Pieds Nickelés av Louis Forton har premiär i tidningen L'Épatant.

## Födda
- 12 maj - Gervy (egentligen Yves Desdemaines-Hugon, d. 1998), fransk serietecknare.
- 8 juni - Rino Albertarelli (död 1994), italiensk serieskapare och illustratör.
- 8 augusti - Louis Cazeneuve (död 1977), argentinsk-amerikansk serieskapare.
- 22 oktober - José Escobar Saliente, (död 1994) spansk seriestecknare.
- 7 november - Marijac (pseudonym för Jacques Dumas, död 1994), fransk serietecknare.
- 27 november - Whitney Ellsworth (död 1980), amerikansk serieredaktör.
- 22 december - Gian Luigi Bonelli (död 2001), italiensk serieskapare.

## Avlidna

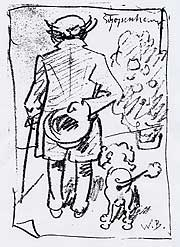
Arthur Schopenhauer tecknad av Wilhelm Busch.

- 9 januari - Wilhelm Busch (född 1832), tysk seriepionjär.